# Turdus
Turdus este un gen de păsări paseriforme aparținând familiei Turdidae. Membrii săi sunt adesea denumiți prin numele comun de mierlă. Numele genului Turdus înseamnă în latină „mierlă”. Termenul „mierlă” este utilizat pentru multe alte păsări din familia Turdidae, precum și pentru o serie de specii aparținând mai multor alte familii.
Genul are o distribuție cosmopolită, cu specii în Europa, America, Asia, Africa și Australia. Mai multe specii au colonizat unele insule oceanice, iar două specii au fost introduse în Noua Zeelandă. Mai multe specii sunt migratoare.

## Taxonomie și sistematică
Genul Turdus a fost introdus de naturalistul suedez Carl Linnaeus în 1758, în cea de-a zecea ediție a lucrării sale Systema Naturae. Specia tip a fost ulterior desemnată ca Turdus viscivorus. Numele Turdus este cuvântul latin pentru „mierlă”.

### Specii
Genul conține 87 de specii existente și una recent dispărută:
- Turdus abyssinicus
- Turdus albicollis
- Turdus albocinctus — mierlă cu guler alb
- Turdus amaurochalinus
- Turdus arthuri
- Turdus assimilis
- Turdus atrogularis — sturz cu gușă neagră
- Turdus aurantius
- Turdus bewsheri
- Turdus boulboul — mierlă cu aripi gri
- Turdus cardis — sturz japonez
- Turdus celaenops
- Turdus chiguanco
- Turdus chrysolaus
- Turdus daguae
- Turdus dissimilis
- Turdus eremita
- Turdus eunomus — sturz cu aripi ruginii
- Turdus falcklandii
- Turdus feae
- Turdus flavipes
- Turdus fulviventris
- Turdus fumigatus
- Turdus fuscater
- Turdus grayi
- Turdus haplochrous
- Turdus hauxwelli
- Turdus helleri
- Turdus hortulorum
- Turdus ignobilis
- Turdus iliacus — sturzul viilor
- Turdus infuscatus — sturz negru
- Turdus jamaicensis
- Turdus kessleri
- Turdus lawrencii
- Turdus leucomelas
- Turdus leucops
- Turdus lherminieri — sturz de pădure
- Turdus libonyanus
- Turdus litsitsirupa
- Turdus ludoviciae
- Turdus maculirostris
- Turdus mandarinus — mierlă chinezească
- Turdus maranonicus
- Turdus maximus — mierlă tibetană
- Turdus menachensis
- Turdus merula — mierlă
- Turdus migratorius — sturz cu piept roșu
- Turdus mupinensis — sturz chinezesc
- Turdus murinus
- Turdus naumanni — sturzul lui Naumann
- Turdus nigrescens
- Turdus nigriceps
- Turdus nudigenis — sturz cu ochi galbeni
- Turdus obscurus — sturz cu sprânceană albă
- Turdus obsoletus
- Turdus olivaceofuscus
- Turdus olivaceus
- Turdus olivater
- Turdus pallidus
- Turdus pelios — sturz african
- Turdus philomelos — sturz cântător
- Turdus pilaris — cocoșar
- Turdus plebejus — sturz de munte
- Turdus plumbeus
- Turdus poliocephalus
- Turdus ravidus †
- Turdus reevei
- Turdus roehli
- Turdus rubrocanus
- Turdus ruficollis — sturz cu gușă roșcată
- Turdus rufitorques
- Turdus rufiventris
- Turdus rufopalliatus
- Turdus sanchezorum
- Turdus serranus
- Turdus simensis — sturz etiopian
- Turdus simillimus — mierlă indiană
- Turdus smithi
- Turdus subalaris
- Turdus swalesi
- Turdus tephronotus
- Turdus torquatus — mierlă gulerată
- Turdus unicolor — mierlă sură
- Turdus viscivorus — sturz de vâsc
- Turdus xanthorhynchus